# Listă de filme austriece din anii 1920
Aceasta este o listă de filme austriece din anii 1920:

## 1920
| Titlu                                       | Regizor                  | Actori                               | Gen        | Note             |
| ------------------------------------------- | ------------------------ | ------------------------------------ | ---------- | ---------------- |
| Boccaccio                                   | Michael Curtiz           |                                      |            |                  |
| The Dancing Death                           | Jacob Fleck, Luise Fleck | Karl Ehmann, Liane Haid, Max Neufeld | Silent     |                  |
| Doctor Ruhland                              | Max Neufeld              | Liane Haid, Max Neufeld              | Silent     | Wiener Kunstfilm |
| Eva, The Sin                                | Jacob Fleck Luise Fleck  | Liane Haid Max Neufeld               | Drama      | Wiener Kunstfilm |
| Der Feuertod Burnt at the Stake             | Dr. Franz Ferdinand      |                                      |            |                  |
| Großstadtgift Big City Poison               | Jacob Fleck Luise Fleck  | Karl Ehmann Dora Kaiser              |            | Wiener Kunstfilm |
| Der Leiermann The Organ-Grinder             | Jacob Fleck Luise Fleck  | Liane Haid Josef Bergauer            |            | Wiener Kunstfilm |
| The Master of Life                          | Jacob Fleck, Luise Fleck | Liane Haid, Max Neufeld, Karl Ehmann | Drama      | Wiener Kunstfilm |
| The Prince and the Pauper                   | Alexander Korda          | Tibi Lubinsky, Franz Herterich       | Historical | Sascha-Film      |
| Die Gottesgeisel The Scourge of God         | Michael Curtiz           | Lucy Doraine                         |            |                  |
| Der Stern von Damaskus The Star of Damascus | Michael Curtiz           | Lucy Doraine, Ivan Petrovich         |            |                  |

## 1921
| Titlu                                                                                             | Regizor              | Actori                                          | Gen         | Note                 |
| ------------------------------------------------------------------------------------------------- | -------------------- | ----------------------------------------------- | ----------- | -------------------- |
| Die Festspiele 1921 The Festival of 1921                                                          |                      | Alexander Moissi Hedwig Bleibtreu Werner Krauss | Documentary | Salzburger Kunstfilm |
| The Films of Princess Fantoche                                                                    | Max Neufeld          | Liane Haid, Hermann Benke                       | Silent      | Vita-Film            |
| Herzogin Satanella Good and Evil                                                                  | Michael Curtiz       | Lucy Doraine, Alfons Fryland                    |             |                      |
| I'm Banne der Kralle                                                                              | Carl Froelich        | Gustav Diessl, Emil Mamelok                     |             | [ 1 ]                |
| Kaiser Karl                                                                                       | Hans Otto Löwenstein | Josef Stätter Grit Haid Louise Seemann          | Drama       | Löwenstein Film      |
| Labyrinth des Grauens Labyrinth of Horror                                                         | Michael Curtiz       | Lucy Doraine, Alfons Fryland                    | Drama       |                      |
| Light of His Life                                                                                 | Max Neufeld]         | Liane Haid, Eugen Neufeld, Karl Ehmann          | Silent      |                      |
| Frau Dorothys Bekenntnis Mrs. Dane's Confession                                                   | Michael Curtiz       | Lucy Doraine, Alfons Fryland                    | Drama       |                      |
| Mrs. Tutti Frutti                                                                                 | Michael Curtiz       | Lucy Doraine, Alfons Fryland                    |             |                      |
| Theodor Herzl, der Bannerträger des jüdischen Volkes Theodor Herzl, Vanguard of the Jewish People |                      | Josef Schildkraut Rudolf Schildkraut Ernst Bath |             |                      |
| Um Haus und Hof Around Home and Garden                                                            | Eduard Köck          |                                                 |             | Tiroler-Heimatfilm   |
| The Woman in White                                                                                | Max Neufeld          | Liane Haid, Hermann Benke                       | Drama       | Vita-Film            |

## 1922
| Titlu                                          | Regizor          | Actori                                        | Gen       | Note        |
| ---------------------------------------------- | ---------------- | --------------------------------------------- | --------- | ----------- |
| Sodom und Gomorrha Sodom and Gomorrah          | Mihály Kertész   | Alexander Korda Michael Varkonyi Lucy Doraine |           |             |
| Samson und Delila Samson and Delilah           | Alexander Korda  | María Corda Alfredo Galoar                    |           | Vita-Film   |
| Die Beichte eines Mönchs Confessions of a Monk |                  | Magda Sonja Max Neufeld Friedrich Feher       |           |             |
| Der Marquis von Bolivar The Marquis of Bolivar | Friedrich Porges | Hans Schindler                                |           |             |
| Masters of the Sea                             | Alexander Korda  | Victor Varconi, María Corda                   | Adventure | Sascha-Film |
| Oh, du lieber Augustin                         | H. K. Breslauer  | Hans Schindler Hans Effenberger               |           |             |
| A Vanished World                               | Alexander Korda  | Karl Baumgartner Ernst Arndt                  | Adventure | Sascha-Film |

## 1923
| Titlu                                                                             | Regizor             | Actori                                       | Gen         | Note                                               |
| --------------------------------------------------------------------------------- | ------------------- | -------------------------------------------- | ----------- | -------------------------------------------------- |
| Die lawine Avalanche                                                              | Michael Curtiz      | Victor Varconi, Mary Kid                     | Drama       |                                                    |
| Irrlichter der Tiefe Will-o'-Wisps of the Deep                                    | Fritz Freisler      | Anita Berber Nora Gregor                     |             | Freisler-Film                                      |
| Der junge Medardus The Young Medardus                                             | Michael Kertész     | Victor Varconi                               |             | Sascha-Film; based on a story by Arthur Schnitzler |
| Lieb' mich und die Welt ist mein Love Me and the World is Mine                    | Hans Karl Breslauer |                                              | Documentary |                                                    |
| Namenlos Nameless                                                                 | Michael Curtiz      | Victor Varconi, Karl Farkas                  |             |                                                    |
| The Slipper Hero                                                                  | Reinhold Schünzel   | Reinhold Schünzel, Liane Haid, Paul Hartmann | Comedy      | Co-production with Germany                         |
| Tänze des Grauens, des Lasters und der Ekstase Dances of Agony, Vice, and Ecstasy |                     | Anita Berber Fritz Freisler                  | Documentary |                                                    |
| The Three Marys                                                                   | Reinhold Schünzel   | Anita Berber, Lya De Putti                   | Silent      | Co-production with Germany                         |

## 1924
| Titlu                                                       | Regizor             | Actori                                             | Gen       | Note                       |
| ----------------------------------------------------------- | ------------------- | -------------------------------------------------- | --------- | -------------------------- |
| The Curse                                                   | Robert Land         | Lilian Harvey, Oscar Beregi                        | Drama     |                            |
| Ein Spiel ums Leben A Deadly Game                           | Michael Curtiz      |                                                    |           |                            |
| Everybody's Woman                                           | Alexander Korda     | María Corda, May Hanbury                           | Drama     |                            |
| General Babka                                               | Michael Curtiz      |                                                    |           |                            |
| Gulliver's Travels                                          | Géza von Cziffra    | Eugen Neufeld, Gyula Szöreghy                      | Adventure |                            |
| Orlacs Hände The Hands of Orlac                             | Robert Wiene        | Conrad Veidt Fritz Kortner Alexandra Sorina        | Horror    | Pan Film                   |
| Harun al Raschid                                            | Michael Kertész     | Adolf Weisse Mary Kid                              |           | Sascha-Film                |
| Moderne Laster Modern Vice                                  | Leopold Niernberger | Heinz Fischer Nora Gregor                          | Drama     | Sascha-Film                |
| Pflicht und Ehre Duty and Honour                            |                     |                                                    |           |                            |
| Die Sklavenkönigin The Slave Queen, or The Moon of Israel   | Michael Curtiz      | María Corda Oskar Beregi Hans Marr                 |           | Sascha-Film 70 minutes     |
| Die Stadt ohne Juden The City Without Jews                  | Hans Karl Breslauer | Johannes Riemann Anna Milety Hans Moser Karl Thema | Drama     | Walterskirchen und Bittner |
| Die Tragödie des Carlo Pinetti The Tragedy of Carlo Pinetti | Alphons Fryland     |                                                    |           |                            |

## 1925
| Titlu                                                        | Regizor         | Actori                                          | Gen       | Note                                                       |
| ------------------------------------------------------------ | --------------- | ----------------------------------------------- | --------- | ---------------------------------------------------------- |
| Boarding House Groonen                                       | Robert Wiene    | Anton Edthofer, Karl Forest                     | Comedy    |                                                            |
| Colonel Redl                                                 | Hans Otto       | Robert Valberg, Eugen Neufeld                   | Drama     |                                                            |
| Frauen aus der Wiener Vorstadt Women of the Viennese Suburbs | Heinz Hanus     | Paul Askonas Carmen Cartellieri Bertha Danegger | Drama     | Hanus-Film                                                 |
| The Guardsman                                                | Robert Wiene    | Alfred Abel, María Corda                        | Comedy    |                                                            |
| Leibfiaker Bratfisch Coachman Bratfisch                      |                 | Hans Otto Löwenstein                            |           | Geschichtsfilm concerns the suicide of Crown Prince Rudolf |
| The Revenge of the Pharaohs                                  | Hans Theyer     | Gustav Diessl, Suzy Vernon                      | Adventure | Sascha-Film                                                |
| Salammbô                                                     | Pierre Marodon  | Jeanne de Balzac Rolla Norman Adolf Weisse      |           | Sascha-Film                                                |
| Das Spielzeug von Paris Red Heels (lit. Parisian Toy         | Michael Kertesz | Lili Damita Hugo Thimig Eric Barclay            |           | Deutsche Film Gesellschaft Sascha-Film                     |
| Wiener Bilderbogen Nr. 1                                     | Luis Seel       |                                                 | animation |                                                            |

## 1926
| Titlu                                          | Regizor        | Actori                                    | Gen     | Note     |
| ---------------------------------------------- | -------------- | ----------------------------------------- | ------- | -------- |
| The Arsonists of Europe                        | Max Neufeld    | Charlotte Ander, Eugen Neufeld            | Drama   |          |
| Cab No. 13 Fiaker Nr. 13                       | Michael Curtiz | Lili Damita, Jack Trevor                  | Drama   |          |
| The Golden Butterfly Der goldene Schmetterling | Michael Curtiz | Hermann Leffler, Lili Damita, Nils Asther |         |          |
| Her Highness Dances the Waltz                  | Fritz Freisler | Claire Rommer, Walter Rilla               | Romance |          |
| The Queen of Moulin Rouge                      | Robert Wiene   | Mady Christians, André Roanne             | Comedy  | Pan Film |
| Der Rosenkavalier The Cavalier of the Rose     | Robert Wiene   | Elly Felicie Berger Michael Bohnen        |         | Pan Film |

## 1927
| Titlu                                             | Regizor                                      | Actori                                             | Gen    | Note        |
| ------------------------------------------------- | -------------------------------------------- | -------------------------------------------------- | ------ | ----------- |
| Café Elektric                                     | Gustav Ucicky                                | Marlene Dietrich Willi Forst                       |        | Sascha-Film |
| The Family without Morals                         | Max Neufeld                                  | Colette Brettel, Carmen Cartellieri, Paul Hartmann | Silent |             |
| Der Geisterzug Ghost Train                        | Géza von Bolváry                             |                                                    |        |             |
| Die Pratermizzi Mizzi of the Prater               | Eduard von Borsody Karl Leiter Gustav Ucicky | Anny Ondra Nita Naldi Igo Sym                      | Comedy |             |
| Vom Freudenhaus in die Ehe From Bordello to Altar | Constantin David                             |                                                    |        |             |
| Sacco und Vanzetti Sacco and Vanzetti             | Alfréd Deésy                                 | Paul Askonas Louis V. Arco Mizi Griebl             | Drama  | Gans-Film   |

## 1928
| Titlu                                                  | Regizor             | Actori                                                    | Gen    | Note                          |
| ------------------------------------------------------ | ------------------- | --------------------------------------------------------- | ------ | ----------------------------- |
| Andere Frauen Other Women                              | Heinz Hanus         | Oskar Beregi Vivian Gibson Mizi Griebl                    | Drama  | Otto Spitzer Film Sascha-Film |
| Love in May                                            | Robert Wohlmuth     | Wolf Albach-Retty, Betty Astor, Igo Sym                   | Silent |                               |
| Marriage                                               | Rudolf Walther-Fein | Fritz Kampers, Maria Paudler                              | Comedy | Co-production with Germany    |
| Rich, Young and Beautiful                              | Fritz Freisler      | Ernő Verebes, Igo Sym                                     | Silent |                               |
| Das Schicksal derer von Habsburg Fate of the Habsburgs | Rolf Raffé          | Fritz Spira Alfons Fryland Franz Kammauf Leni Riefenstahl |        | Essem-Film Leo-Film           |
| The White Sonata                                       | Louis Seeman        | Carla Bartheel, Vladimir Sokoloff                         | Drama  |                               |

## 1929
| Titlu                                            | Regizor              | Actori               | Gen        | Note                                                       |
| ------------------------------------------------ | -------------------- | -------------------- | ---------- | ---------------------------------------------------------- |
| Das Annerl von Aussee Annerl from Aussee         | Josef Halbritter     |                      | Comedy     | Halbritter-Film                                            |
| Archduke John                                    | Max Neufeld          | Igo Sym, Xenia Desni | Historical |                                                            |
| G'schichten aus der Steiermark Tales from Styria | Hans Otto Löwenstein |                      |            | first Austrian sound film; premiere 23 august 1929 in Graz |